# Siem Buijs
Siem Buijs (Goes, 10 december 1944) is een Nederlands politicus. Buijs studeerde geneeskunde aan de Harvard-universiteit en van 1963 tot 1968 aan de Rijksuniversiteit Leiden. Hij behaalde in 1970 zijn huisartsendiploma.
De in Wissenkerke woonachtige politicus was voor het CDA lid van de Tweede Kamer vanaf 19 mei 1998 tot 2006. Daarvoor was hij van 1972 tot 1 mei huisarts en van 18 april 1998 tot 15 mei van hetzelfde jaar lid van de Provinciale Staten van Zeeland. De nieuwe zorgverzekeringswet was een belangrijk onderwerp, maar ook de toegankelijkheid van zijn eigen beroepsgroep: hij zorgde ervoor dat het huisartsbezoek buiten de no-claimregeling bleef.
Huisarts en CDA-politicus Siem Buijs heeft veel betekend voor de Landelijke Huisartsen Vereniging (LHV). Tijdens zijn 25 jaar als huisarts in Goes was hij onder andere secretaris van de LHV en hoofdredacteur van het LHV-tijdschrift De Huisarts in Nederland.
Tot medio 2005 was Buijs ook adviseur Goodwillfondsen huisartsen. Hij is ook lid van het hoofdbestuur van de Nederlandse Vereniging van Kerkvoogdijen. Bij de Tweede Kamerverkiezingen 2006 stelde hij zich niet meer kandidaat.
In december 2006 begon Buijs met de presentatie van een business to business talkshow op de Zeeuwse regionale zender Maximaal TV, onder de naam Zeeland Business TV.
De minister overhandigde hem in 2009 namens de koningin de onderscheiding Ridder in de Orde van Oranje-Nassau.
- International Standard Name Identifier: 0000 0003 9066 6975
- Nederlandse Thesaurus van Auteursnamen: 177250607
- Parlement.com: vg09lljtu4zb
- Virtual International Authority File: 284357679